# Matiz (Musikprojekt)
Matiz ist ein deutsches Remix- und Produzententeam bestehend aus Hayo Panarinfo, Ingo Hauss und Helmut Hoinkis, die seit Beginn der 80er Jahre verschiedene Synthie-Pop Dance Acts betreuten. Kommerziell am erfolgreichsten waren sie mit U 96, deren Single Das Boot 1991 bis auf Platz eins der deutschen Media-Control-Charts kam.
In den 1990er Jahren waren sie am Projekt U 96 des Hamburger DJ Alex Christensen beteiligt, mit dem sie mehrere internationale Top-10-Hits veröffentlichten, unter anderem die "Techno Version" (eigene Beschreibung) von Das Boot von Klaus Doldinger, dem Thema zum gleichnamigen Spielfilm (siehe Das Boot).
Weitere von Matiz geremixte oder produzierte Projekte waren Boytronic, Bruce & Bongo sowie Chocolate mit Verona Pooth.

## Diskografie(unter dem Namen Matiz)

### Alben
- 1988 – Matiz Productions Vol. 1 (Ariola)
- 1995 – Matiz Productions Vol. 2 (BMG Ariola)